# Våneviksgranit

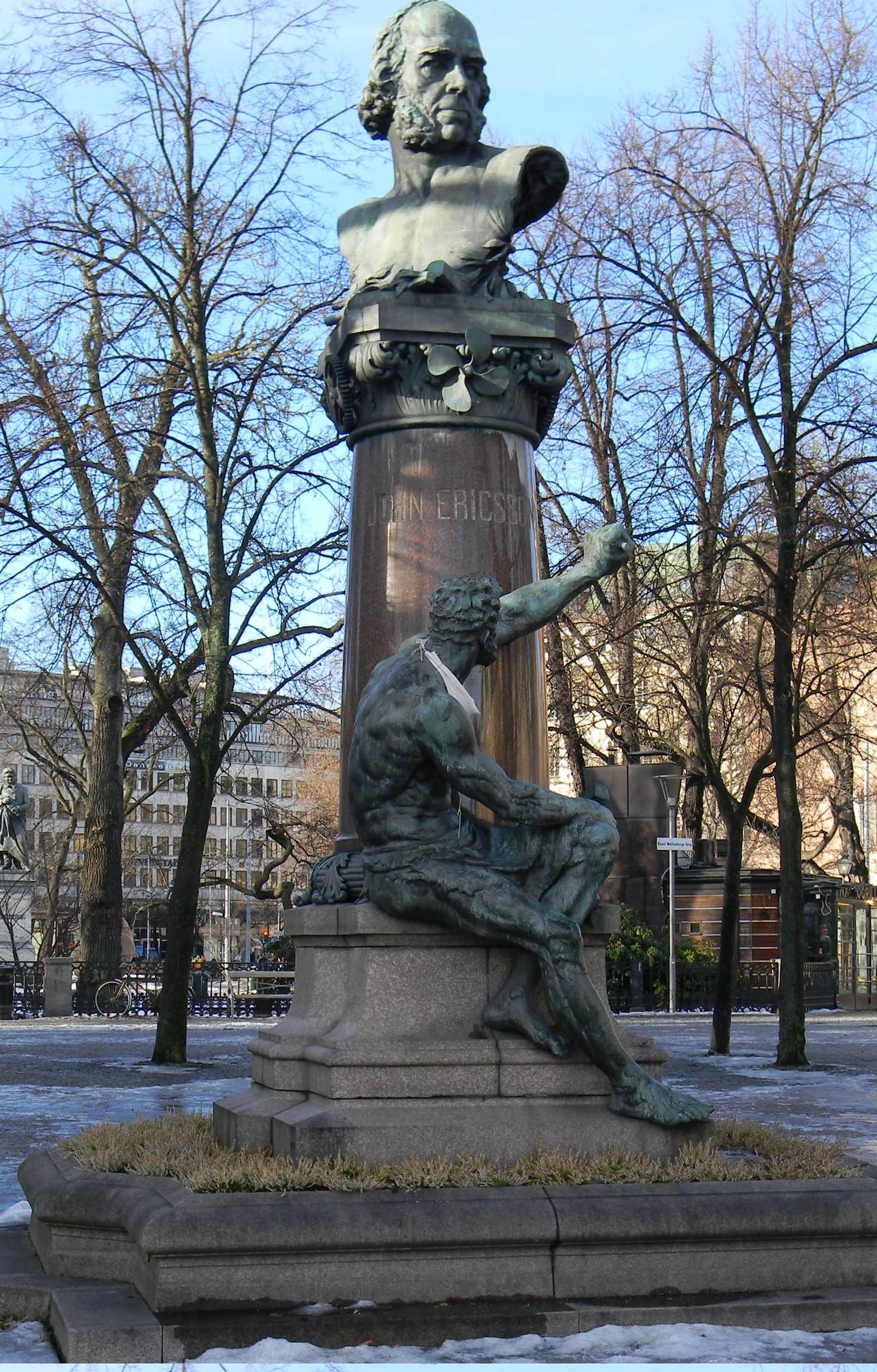
Piedestalen till John Ericssons byst är av Våneviksgranit

Våneviksgranit är en vid Vånevik förekommande grovkornig röd granit med blå kvarts. Den har brutits och till stor del oarbetad överförts till Tyskland för att där sågas och slipas. Eftersom den kan erhållas i sprickfria block med en längd av omkring 10 meter och 1 à 2 meters bredd, lämpar den sig väl för monumentala ändamål. Piedestalen för John Ericssons byst vid Nybroplan i Stockholm är av denna bergart, likaså fotställningarna för ett stort antal monument i tyska städer.